# Mara Wilson
Mara Elizabeth Wilson (Los Angeles, 24 juli 1987) is een Amerikaanse actrice, vooral bekend als Natalie in Mrs. Doubtfire en als Matilda in Matilda.

## Biografie
Toen Mara vijf jaar was, begon haar oudste broer te acteren in reclamespotjes op de televisie. Zij wilde dat ook en kreeg rolletjes in spotjes voor onder meer Texaco en de Bank of America.
Haar eerste rol in een echte film was die van Natalie in Mrs. Doubtfire (1993) met Robin Williams. Het jaar erop speelde ze in de remake van Miracle on 34th Street, waarin ze de rol van klein cynisch meisje had, dat de magie leert kennen van de Kerstman. Doordat ze zelf joods is, kon ze zich goed inleven in de rol van een meisje dat niet in de Kerstman gelooft. Datzelfde jaar speelde ze in de televisiefilm A Time to Heal de rol van een klein meisje, wier moeder een hartaanval had gehad.
In 1996 speelde ze, negen jaar oud, de titelrol in Matilda, de verfilming van een boek van Roald Dahl. Tijdens het filmen verloor Mara haar moeder aan borstkanker, maar tot verwondering en bewondering van haar volwassen collega's sloeg ze zich er moedig doorheen.
Ze acteerde vervolgens nog in drie films. De laatste hiervan was de filmversie van Thomas and the Magic Railroad (2000), waarin ze de kleindochter van Peter Fonda speelde.
In juni 2005 beëindigde ze haar middelbare school op de Burbank High School. In augustus 2005 speelde ze de hoofdrol in een productie van Rodgers en Hammersteins Cinderella, uitgevoerd in het Ector Theater in Odessa, Texas. Hierna ging ze naar de New York University met toneel als hoofdvak.